# Злочин у Оборцима
Злочин у Оборцима се догодио 13. септембра 1995. године, када су припадници Првог крајишког корпуса Војске Републике Српске стријељали 28 цивила из Мркоњић Града, од чега 24 Муслимана и 4 Хрвата.
Убијени цивили су били на радној обавези и копали су ровове на неколико локација на подручју које се у то вријеме налазило под контролом Војске Републике Српске. Једно вријеме су држани у згради жељезничке станице у Оборцима. Припадници ВРС су их стријељали испред основне школе у селу током повлачења са подручја општине Доњи Вакуф (тада Србобран), а припадници Седмог корпуса Армије РБиХ су дан касније пронашли тијела убијених и једног преживјелог.
Злочин је предмет истраге Одјељења за ратне злочине Тужилаштва Босне и Херцеговине.
Према извјештајима из Канцеларије високог представника, појединци из Мркоњић Града су у више наврата добијали анонимна писма у којима им је пријећено хапшењима и убиствима, између осталог, и због овог злочина.